# Johnny Smith
Johnny Smith (25. června 1922 Birmingham, Alabama, USA – 12. června 2013 Colorado Springs, Colorado, USA) byl americký jazzový kytarista. Během padesátých let byl domovským hráčem v newyorském klubu Birdland. Jeho nejúspěšnějším albem bylo Moonlight in Vermont z roku 1952, které časopis Down Beat označil za jedno z nejlepších alb toho roku. Po roce 1958 svou kariéru značně omezil a následně ukončil. Mezi jeho vzory patřili Les Paul, Charlie Christian a Django Reinhardt. Během své kariéry hrál například se saxofonistou Stanem Getzem, klavíristou Hankem Jonesem nebo hráčem na timbales Tito Puentem.